# Sörmlands museum
Sörmlands museum er et länsmuseum i Södermanlands län i Sverige. Museet er kulturhistorisk indrettet og havde omkring 250.000 besøgende i 2012 med en omsætning på ca. 30 millioner svenske kronor årligt. Udstillinger afholdes normalt i Kungstornet i Nyköpingshus og i den gamle landshøvdingeresidens samt i en fritliggende kunsthal, der dog har været lukket siden årsskiftet 2008/09. Ud over aktiviteterne i de faste lokaler i Nyköping er museet også aktivt mange andre steder i länet, blandt andet gennem skilteprojektet "Historien i Sörmland", som gennemføres i samarbejde med kommunerne i länet.